# How She Move
How She Move (bra: Como ela Dança) é um filme de 2007 dirigido por Ian Iqbal. Foi exibido no Festival Sundance de Cinema de 2007. É estrelado por Rutina Wesley, Clé Bennett e Romina D'Ugo.
O filme tem como objetivo mostrar a cultura de dança de rua, especialmente breakdance. É produzido pela MTV Films.

## Sinopse
Forçada a deixar a escola particular onde estava e a regressar ao seu antigo bairro marcado pelo crime, Raya Green (Rutina Wesley), é uma jovem estudante que acaba de perder a irmã devido às drogas. Agora ela reacende sua antiga paixão pela dança e volta a alimentar o sonho de se tornar uma estrela, para assim escapar das drogas e violência que estão a sua volta.

## Elenco
| Ator            | Papel                     |
| --------------- | ------------------------- |
| Rutina Wesley   | Raya Green                |
| Tre Armstrong   | Michelle                  |
| Boyd Banks      | Mike Evans                |
| Clé Bennett     | Garvey                    |
| Ardon Bess      | Tio Cecil                 |
| Conrad Coates   | David Green               |
| Keyshia Cole    | ela mesma                 |
| Eve Crawford    | Professor Seaton          |
| DeRay Davis     | ele mesmo                 |
| Shawn Fernandez | Trey                      |
| Nina Dobrev     | (menina alta no banheiro) |

## Recepção
No site agregador de críticas Rotten Tomatoes, 67% das 78 avaliações dos críticos são positivas. O consenso do site afirma: "apesar de um enredo estereotipado, o enérgico e corajoso (...) é elevado pela performance de estreia de Rutina Wesley."
O Metacritic, que usa uma média ponderada, atribuiu ao filme uma pontuação de 63 em 100, baseado em 21 críticos, indicando críticas "geralmente favoráveis".